# Вальтер, Мария-Тереза
Мария-Тереза Вальтер (фр. Marie-Thérèse Walter; 13 июля 1909, Ле-Перре-сюр-Марн — 20 октября 1977, 	
Жюан-ле-Пен) — французская модель, художница, хореограф, любовница и натурщица Пабло Пикассо, мать его дочери Майи. Их отношения начались, когда Марии-Терезе было семнадцать лет; Пикассо было сорок пять лет и он всё ещё жил со своей первой женой, русской балериной Ольгой Хохловой. Их отношения закончились, когда у Пикассо появилась новая возлюбленная Дора Маар.
Вальтер изображена на картинах Пикассо: «Сон» (1932), «Чтение» (1932), «Обнажённая, зелёные листья и бюст» (1932) и «Женщина в шляпе и меховом воротнике» (1937).

## Биография
Мария-Тереза родилась в Ле-Перре-сюр-Марн во Франции.

### Жизнь с Пикассо (1927—1940)
8 января 1927 года Мария-Тереза впервые встретила Пикассо перед Галереей Лафайет в Париже. Автор Герберт Т. Шварц датирует их первую встречу январём 1925 года на вокзале Сен-Лазар в Париже; тогда как автор Рой Макгрегор-Хэсти датирует встречу до 8 января 1928 года. В то время Пикассо был женат на Ольге Хохловой, русской балерине, от которой у него был пятилетний сын. Он и Вальтер, в то время семнадцатилетняя, начали отношения, которые сохранялись в секрете от его жены до 1935 года. С 1927 года Вальтер жила рядом с семьёй Пикассо, который жил в квартире на рю ля Боети, предоставленной ему его арт-дилером и другом Полом Розенбергом, который сам жил неподалёку. С 1930 года она жила в доме напротив Пикассо на рю ля Боети, дом 44.
В июле 1930 года Пикассо купил за́мок Буажелу (фр. Boisgeloup) неподалеку от Жизора в Нормандии, который он в основном использовал как студию для создания скульптур. Мария-Тереза незримо сопровождала семью Пикассо, стала его моделью и музой для картин и скульптур.
В 1935 году Мария-Тереза забеременела. Когда друг сообщил жене Пикассо Ольге, что у её мужа есть давнишняя любовница, которая ожидает ребёнка, она немедленно покинула Пикассо и переехала на юг Франции со своим сыном Пауло. Пикассо и Ольга так никогда не развелись, потому что Пикассо хотел избежать равномерного разделения собственности, предписанного французским законодательством; они жили отдельно до смерти Ольги в 1955 году.
5 сентября 1935 года родилась дочь Пикассо и Марии-Терезы, которую назвали Марией де ла Консепсьон, прозванную Майей. Мария-Тереза и Майя оставались с Пикассо в Жюан-ле-Пене на юге Франции с 25 марта по 14 мая 1936 года, а затем в Ле Трембле-сюр-Мольдре, в 25 километрах от Версаля, где Пикассо играл с дочерью в выходные и иногда по будням. Майя была моделью для некоторых из его картин, в том числе «Майя с куклой» (1938).
Мария-Тереза стала ревновать, когда Пикассо влюбился в Дору Маар, фотографа-сюрреалиста и свою натурщицу, в 1935 году. Однажды она и Маар случайно встретились в студии Пикассо, когда тот рисовал «Гернику». Позже Пикассо говорил, что он был вполне доволен ситуацией и что, когда они потребовали выбирать между ними, он предоставил им самим разобраться; в этот момент между двумя женщинами началась упорная борьба. Пикассо описал это «как одно из самых лучших воспоминаний».
Пикассо в своих произведениях изображает Дору как страдающую брюнетку, например картина «Плачущая женщина», Марию-Терезу он изображал диаметрально противоположно — как яркую блондинку.

### Дальнейшая жизнь и смерть
В 1940 году Мария-Тереза и Майя переехали в Париж на бульвар Анри IV, дом 1, так как дом в Ле-Трембле-сюр-Мольдре был занят во время Второй мировой войны.
Пикассо финансово поддерживал Марию-Терезу и Майю, но он никогда не женился на Вальтер.
20 октября 1977 года, спустя четыре года после смерти Пикассо, Мария-Тереза покончила жизнь самоубийством в Жюан-ле-Пен, к югу от Франции. У её дочери Майи было трое детей. Один из сыновей Майи, Оливье Видмайер Пикассо, опубликовал биографию своего знаменитого деда под названием «Пикассо: Настоящая семейная история». Дочь Майи Диана Видмайер Пикассо с 2003 года работает над 2000-страничным каталогом скульптур своего деда с 3D-иллюстрациями.